# Сагатов, Айдос Мансурович
Айдос Сагат (Айдос Мансурович Сагатов) (каз. Айдос Мансұрұлы Сағатов; род. 25 ноября 1970, Алма-Ата, Казахская ССР, СССР) — казахстанский певец, композитор, продюсер, музыкальный педагог, клавишник и автор песен. Основатель и солист поп-группы «Уркер» (с 1994).

## Биография
Родился 25 ноября 1970 года в Алма-Ате в семье композитора, народного артиста Казахстана Мансура Сагатова.
В 1988 году окончил специальную музыкальную школу им. К.Байсеитовой по классу «фортепиано».
В 1993 году окончил КНК им. Курмангазы, по квалификации «композитор, преподаватель теоретических дисциплин», класс композитора, народной артистки СССР профессора Жубановой Г.А а так же по специальности «концертирующий пианист» в классе профессора Измайлова Н. Т.
В 1995 году окончил аспирантуру в КНК имени Курмангазы, по квалификации «композитор, преподаватель», класс композитор, народного артиста Казахской ССР, профессора Бычкова А.В.
С 1994 по 1996 годы — преподаватель Республиканского эстрадного циркового колледжа им. Жусипбека Елибекова.
С 1996 по 2018 года — старший преподаватель кафедры «Общего фортепиано» факультета «инструментальное исполнительство» Казахской национальной консерватории им. Курмангазы.
Среди студентов, воспитанников: Асылбек Енсепов, Медеу Арынбаев или Дильшат Ахмадиев.
С 1997 года член Союза композиторов Казахстана.
В 1994 году во время учёбы на втором курсе консерватории создал популярную URKER поп-группу «Уркер».
Репертуар группы состоит из собственных песен на казахском и русском языках. Большую часть хитов группы таких как: Наурыз, Жаным, Сәулемай, Я буду рядом, Махаббат Әнi, Сен, Та — что рядом со мной и др. сочинил Айдос Сагат в соавторстве с казахскими поэтами. Музыканты выступали в Германии, Франции, Турции, Туркменистане, США, Великобритании, Гонконге, России, Кыргызстане, Туркменистане[прояснить].
Владеет казахским, русским, английским языками.
Член правления Союза композиторов Казахстана.
В 2013 году являлся послом Доброй воли ООН в Казахстане.
В 2012 Айдос Сагат создал совместно с британскими музыкантами (David Sye, Preston Heyman, Jaelee Small) англоязычный проект NO MAD KARMA — песня «27» попала в ТОП 20 английского чарта Music Week commercial pop charts.
В 2017 No Mad Karma выступили со своим эксклюзивным шоу на EXPO 2017 Astana.
В 2018 группа URKER отметила свое 25-летие грандиозным концертом во Дворце республики г. Алматы.
В 2023 к своему 30-летию группа URKER провела два концерта в Алматы и Астане совместно с оркестром театра "Астана балет".

## Музыкальные достижения
- 1989 — Лауреат премии конкурса пианистов республик Средней Азии (Кыргызстан)
- 1993 — Лауреат премии фонда «Мир через культуру» за большой вклад в развитие музыкального искусства Казахстана.
- 1994 — Лауреат премии Республиканского конкурса поп музыки «Жас канат» (Казахстан)
- 1998 — Лауреат премии конкурса поп-музыки тюркоязычных стран (Турция)
- 2000 — Лауреат премии «Лучшая поп группа года» (Казахстан)
- 2006 — Лауреат премии «Лучший кино композитор». Международный кинофорум «Золотой Витязь» (Россия)
- 2008 — Лауреат премии European Champion of Folk конкурса EuroFolk (Болгария)

## Награды
- Лауреат стипендии Первого Президента Республики Казахстан в области культуры и искусства дважды.
- Указом Президента Республики Казахстан от 5 декабря 2018 года награждён Орденом «Курмет» за заслуги в области искусства.[5]